# Petanjci
Petanjci este o localitate din comuna Tišina, Slovenia, cu o populație de 676 de locuitori.